# Christopher Rave
Pour les articles homonymes, voir Rave.
Christopher Rave, né le 20 février 1881 à Hambourg et mort le 13 janvier 1933 dans la même ville, est un peintre allemand, explorateur polaire et professeur. 

## Biographie

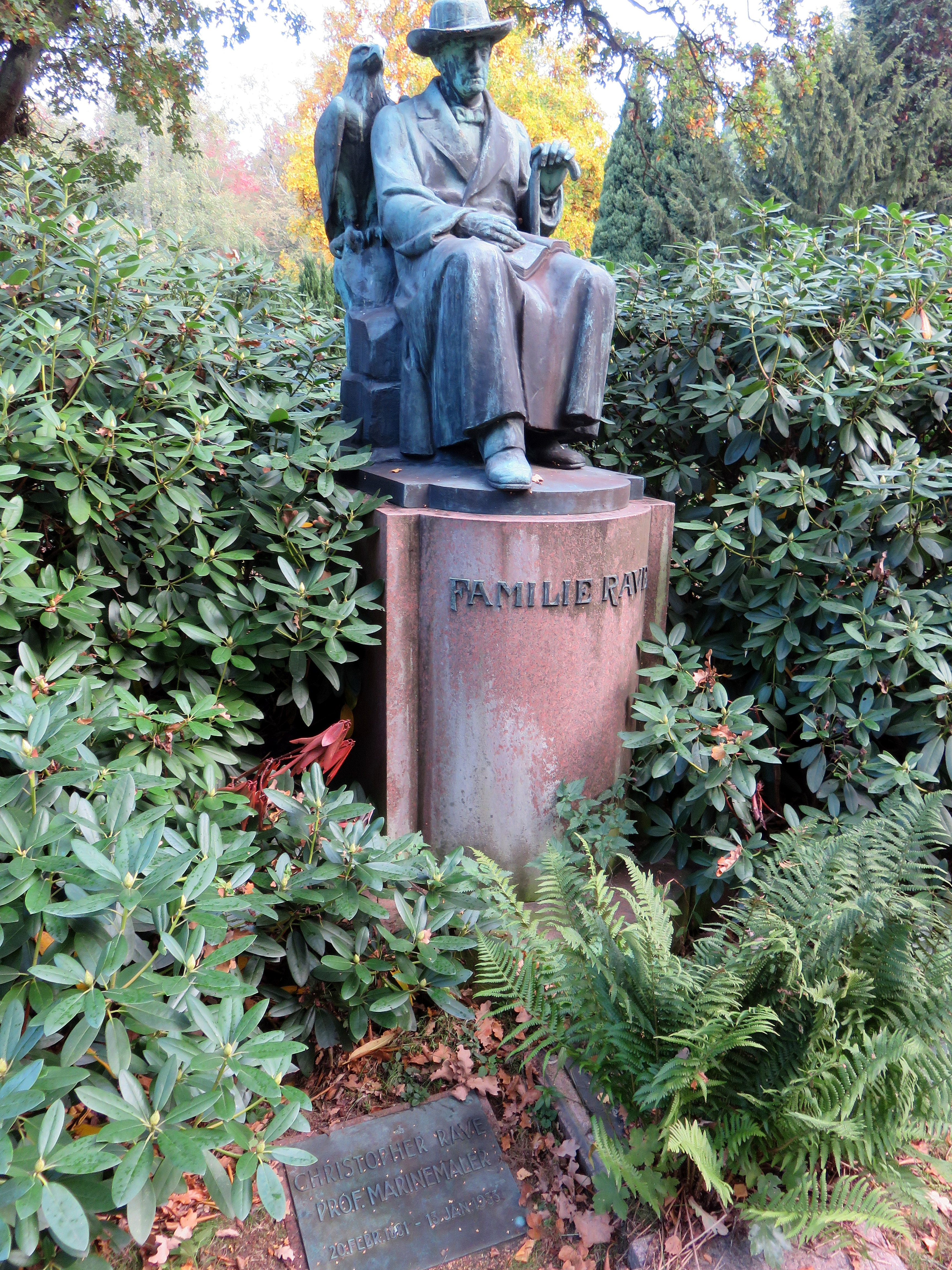
Kissenstein Peintre naval Christopher Rave, Cimetière d'Ohlsdorf

Christopher Rave naît le 20 février 1881 à Hambourg.
Il est un peintre de bateaux bien connu qui vit à Hambourg. Entre 1900 et 1909, il résume les 8000 ans de l'histoire de la marine en 300 tableaux, qui sont exposés à Hambourg en 1911 et vendus ensuite individuellement. En 1910, il assiste à l'échouage du Preussen, un navire de cinq hommes de la compagnie maritime F. Laeisz (en), au large de Douvres. Le Preussen est entré en collision avec un navire à vapeur.
En tant que cameraman, il fait partie de l'équipage du navire Herzog Ernst, qui entreprend une expédition en mer du Nord en 1912 sous la direction de Herbert Schröder-Stranz et Alfred Ritscher en tant que capitaine. Sur les 15 membres de l'équipage, seuls sept survivent, dont Rave et le géologue Dr Hermann Rüdiger, qui doivent se faire amputer un pied par Rave alors qu'il est pleinement conscient. Rave documente notamment l'expédition sur film 35 mm. Après son retour, le long métrage de 90 minutes Mit der Kamera im ewigen Eis en est tiré, mais il est largement perdu dans la tourmente de la Seconde Guerre mondiale, lorsque les archives de l'UFA à Berlin et le studio de la Rave à Hambourg sont bombardés. Vers 2006, des séquences individuelles d'environ huit minutes du film sont découvertes dans des archives de Moscou, où elles avaient fini comme butin de guerre confisqué par le major Iossif Manevich.
Christopher Rave se suicide le 13 janvier 1933, mais en raison d'un cancer du larynx, il pouvait à peine parler à cette époque. Sa tombe, conçue par son élève Valentin Kraus, se trouve dans le cimetière d'Ohlsdorf, près de la place J 14 (chapelle 4 au nord).

## Sélection d'œuvres

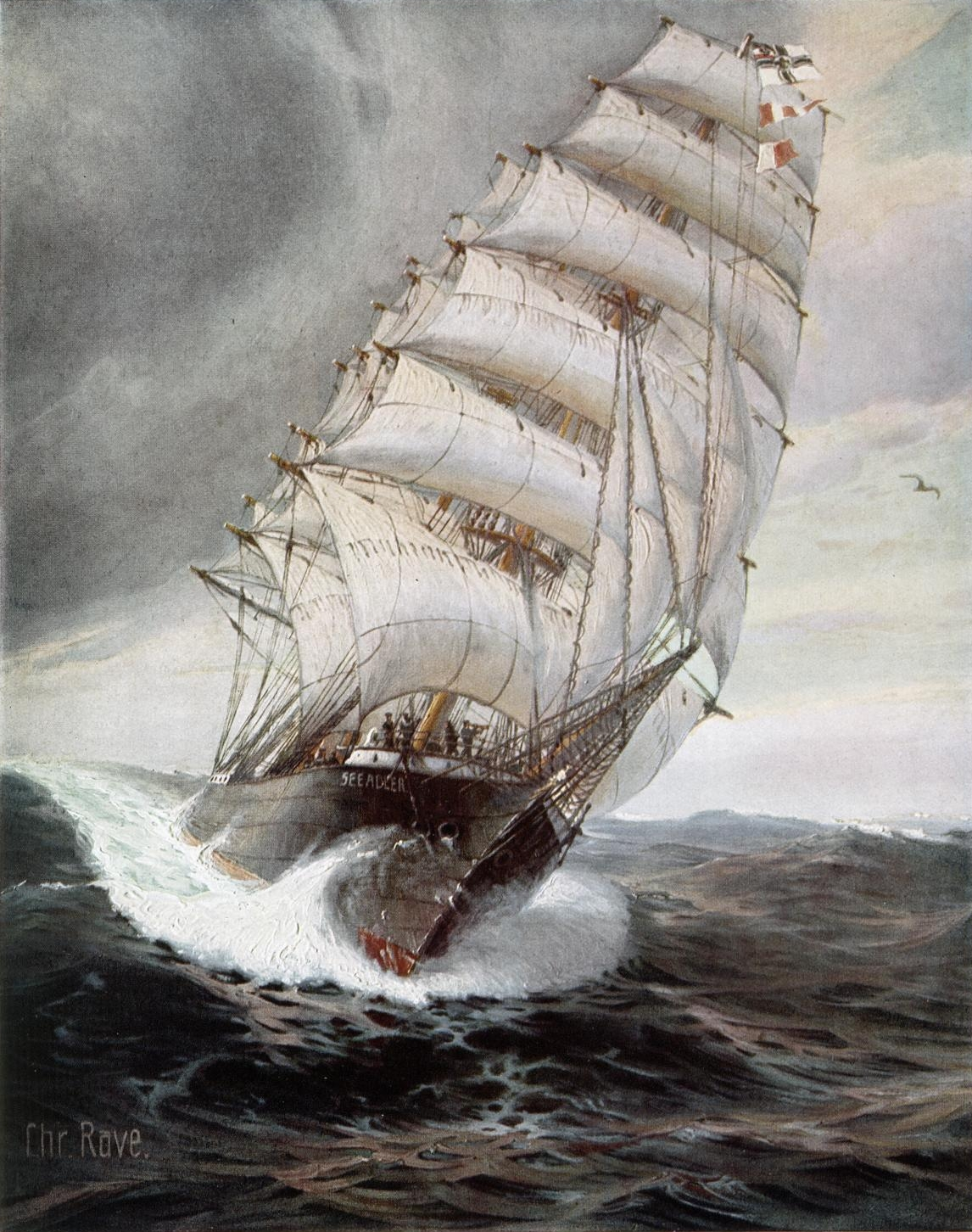
Reproduction de la carte postale du tableau SMS Seeadler.

- Waldlandschaft, 1905, „Haus der Stille“, Bielefeld-Bethel
- Bildnis eines Gelehrten mit aufgeschlagenem Buch, Huile sur carton, 25,5 × 26,5 cm, 1906
- Dampfwalfangschiff im nördlichen Eismeer, huile sur toile, 60 cm × 100 cm, 1910
- SMS Seeadler, peinture à l'huile avant 1924[5], ggf. mehrere Repliken
- Die brandenburgische Flotte vor Emden, Format 4,80 m × 3,50 m, im Besitz der Hamburger Kunsthalle
- T.S. „CAP ARCONA“ auf See, huile sur bois, 37 × 51 cm
- Altes Land im rötlichen Winterlicht, huile sur toile, 60 × 100 cm

## Publications
- (de) Tagebuch von der verunglückten Expedition Schröder-Stranz, 1913